# Daniel Gomez (Sänger)

Daniel Gomez

Daniel Gomez alias danielgomez (* 13. Februar 1973 in Hanau; eigentlich Daniel-Jose Gomez Ponce) ist ein deutscher Sänger, Songwriter und multimedialer Künstler spanischer Abstammung.

## Biografie
Daniel Gomez wurde als Sohn spanischer Einwanderer in Hanau geboren. Er besuchte ein Wirtschaftsgymnasium in Hanau und absolvierte dort seine allgemeine Hochschulreife. Im Jahre 1999 schloss er sein Studium der Erziehungswissenschaften mit den Schwerpunkten „lebensweltorientierte Heilpädagogik und pädagogische Psychologie“ an der Frankfurter Wolfgang-Goethe-Universität erfolgreich ab. Daniel Gomez arbeitet mittlerweile hauptberuflich als Diplompädagoge und Familienhelfer im Rahmen der systemischen und sozialpädagogischen Familienhilfe.

### Einstieg ins Musikgeschäft
Daniel Gomez stieg Anfang der 1990er Jahre mit drei Singles in das Musikgeschäft ein. Seine Debütsingle „Little Miss Heartache“ konnte gute Club- und Radioresonanzen verbuchen und war im gleichen Jahr in dem Film „High Score“ (BRD 1990/Regie: Gustav Ehmck) zu hören. 1990 trat Daniel Gomez in der ARD-Fernsehsendung „Studio vor Acht“ (1990) und im SWF-Fernsehprogramm „Blick ins Land“ (1990) im Rahmen der Promotion seiner ersten Single auf; 1991 folgten eine Fernsehpräsenz für seine zweite Single „Dancin Alone“ und mehrere Auftritte auf Radioveranstaltungen. In der Bravo-Ausgabe vom 5. September 1991 wurde in einem kleinen Artikel Daniel Gomez dem breiten Leserpublikum vorgestellt.
Die Coverversion von „Year of the Cat“ mit Bastet One stellte bis heute den größten kommerziellen Erfolg in Daniel Gomez’ musikalischer Laufbahn dar. In den darauf folgenden Jahren von 1992 bis 1999 erschienen weitere CD-Veröffentlichungen mit verschiedenen Musikprojekten. Zu einer kurzen Promotour im Raum Barcelona bei „Radio Cerdanola“ und „Radio Barbera“ kam es im Sommer 1993. Das Magazin MUSIC+Media schrieb im Januar 1994 und im April 1995 zwei kurze Artikel über zwei Musikprojekte, an denen Gomez aktiv als Sänger und Songwriter involviert war. Der „Hanauer Anzeiger“ schrieb in den Jahren 1995 und 1998 zwei ausführliche Artikel über zwei Musikprojekte von Daniel Gomez.
Mit dem Musikprojekt „2-Together“ trat Daniel Gomez im Jahre 1997 auf einem der größten Musikfestivals „Sound of Frankfurt“ in Frankfurt am Main auf.

### Filmmusik
Zu einer Zusammenarbeit zwischen Reinhard Besser (deutscher Filmkomponist) und Daniel Gomez kam es in den Jahren 1998 und 1999 im Rahmen der Musikproduktionen an den Filmprojekten „Das merkwürdige Verhalten geschlechtsreifer Großstädter zur Paarungszeit“ und „Tobias Totz und sein Löwe“. In dieser Kollaboration entstanden das Mambostück „Guarachando“ und eine modernisierte Coverfassung des „Equals“-Klassikers „Baby Come Back“.
Daniel Gomez arbeitete mit dem Produzenten Marc Cassandra aka Peter Ries und mit dem Popsänger Thomas Anders, bekannt als Leadsänger des Duos „Modern Talking“, an mehreren Produktionen.

### Jüngere Projekte
Zwischen 2001 und 2006 entstanden persönliche Songs. Seit 2005 veröffentlicht Gomez im Rahmen seiner Musikreihen „Musilution in the Livingroom“ und „danielgomez meets Markus Mohr“ diverse Musikstücke zum Anhören im Internet. In diesem Zusammenhang versteht Gomez die Entwicklung von experimentellen Sounds an unprofessionellen Instrumenten als eine kreative Herausforderung. 
Im Frühjahr 2007 begann danielgomez mit der Arbeit an „Musilution in the livingroom Vol. 2“. Die Produktion wurde im Frühjahr 2008 abgeschlossen. In den Jahren 2009 bis einschließlich 2023 entstanden zunehmend experimentelle und autobiografische Musikstücke. Zu den aktuellsten Songs zählen u. a. "Running Laufschuh", "Trauma", "Que Cara Mas Linda", "Penguin Popstar", "Wanderlust Wonders" und "Wowdimension".
Seit 2005 ist die Schreibweise des Künstlernamens offiziell „danielgomez“.
Verstärkt zeigt Gomez seit einigen Jahren ein Interesse für die Herstellung von Stegreif-Kurzfilmen und multimedialen Darstellungsformen.

## Diskografie
Singles:
- Little Miss Heartache (Daniel Gomez) CBS 1990
- When I Fall In Love (B-Seite) CBS 1990
- Dancin' Alone (Daniel Gomez) Sony Music 1991
- Take Another Look (B-Seite) Sony Music 1991
- Year of the Cat (Bastet One feat. Daniel Gomez) Edel Company 1992
- Only You (Generate People feat. Daniel Gomez) ZYX Music 1993
- Mi Buenos Aires Querido (mit Dreamland) SPV 1995
- U And Me (B-Seite) SPV 1995
- Summertime Is Here (mit 2-Together) ZYX Music 1997
- Feels Like Heaven (als D.A. Niel) ZYX Music 1998

Eine Auswahl an Internet-Singles zum Anhören (auf: www.soundclick.com/danielgomez):
- The Grace Of Sophie Marceau
- Que Cara Mas Linda 2023
- Running Laufschuh 2023
- Penguin Popstar
- Wanderlust Wonders
- Wowdimension
- It's Just Me
- Somewhere In Highgate
- Sounds In The Night
- Brainwater, Quench My Thirst
- Chameleon
- Miracles
- Mister Gagliano
- We Are So Blind
- Musicians
- On Top Of Spaghetti
- No Make Up Anymore
- Jailbird
- There Was A Time
- Mood Of Moments
- Ryoko
- Slowmotionman
- Salty Stone
- The Garden Of Self-Reflection
- Kisses To Fatima
- Tang On My Skin
- Phase One
- Melodias De Luna
- Because Somebody Cares
- Theme Of Summertime

Soundtracks:
- „Guarachando“ von D.A. Niel (Filmmusik: Reinhard Besser / Text: Daniel Gomez)(Viva Latino / The Best of Latin Music / „Das merkwürdige Verhalten geschlechtreifer Großstädter zur Paarungszeit“, bei EASTWEST Records 1998)
- „Baby Come Back“ gesungen von Daniel Gomez („Tobias Totz und sein Löwe“, Deutschland 1999 bei EASTWEST Records 1999) (Produzent: Reinhard Besser)

Filmmusik:
- „Highscore“, USA/Deutschland, Roxy Film 1990
- Musikstück: „Little Miss Heartache“ von Daniel Gomez

Diverse-CDs:
- Maxipower Vol.1
- Summer Hit Mix 97
- Holiday Hit Mix 97
- World Of Aerobic